# Gmina Gaszowice
Die Gmina Gaszowice (deutsch Gaschowitz) ist eine Landgemeinde im Powiat Rybnicki der Woiwodschaft Schlesien in Polen. Ihr Sitz ist das gleichnamige Dorf.

## Geschichte
Bis 1922 war der Hauptort Teil der preußischen Provinz Schlesien/Oberschlesien und lag im Kreis Rybnik. Nach der Volksabstimmung in Oberschlesien fiel der Ort 1922 an Polen.

## Gliederung
Zur Landgemeinde Gaszowice gehören fünf Ortschaften mit einem Schulzenamt:
Czernica (Czernitz)
Gaszowice (Gaschowitz)
Łuków Śląski (Lukow)
Piece (Pietze)
Szczerbice (Sczyrbitz)

## Politik

### Gemeindevorsteher
An der Spitze der Gemeindeverwaltung steht der Gemeindevorsteher. Bei der turnusmäßige Wahl im Oktober 2018 kandidierte mit Paweł Bugdol lediglich ein Kandidat, der mit 88,8 % der Stimmen gewählt wurde. Auch im April 2024 blieb Bugdol ohne Gegenkandidat und wurde mit 81,5 % der Stimmen erneut wiedergewählt.

### Gemeinderat
Der Gemeinderat besteht aus 15 Mitgliedern und wird von der Bevölkerung direkt in Einpersonenwahlkreisen gewählt. Die Gemeinderatswahl 2024 führte zu folgendem Ergebnis:
- Wahlkomitee „Nachhaltige Entwicklung der Kommunen in unserem Kreis“ 51,7 % der Stimmen, 13 Sitze
- Wahlkomitee „Zukunft der Gemeinde Gaszowice“ 39,6 % der Stimmen, 1 Sitz
- Wahlkomitee „Freundliches Czernica“ 8,8 % der Stimmen, 1 Sitz

Die Gemeinderatswahl 2018 führte zu folgendem Ergebnis:
- Wahlkomitee unserer Gemeinde Gaszowice 58,3 % der Stimmen, 12 Sitze
- Wahlkomitee „Entwicklungsbewegung der Gemeinden der Region Rybnik“ 33,1 % der Stimmen, 2 Sitze
- Schlesische Regionalpartei 5,3 % der Stimmen, 1 Sitz
- Wahlkomitee „Witold Czerny für Łuków Śląski“ 3,4 % der Stimmen, kein Sitz

### Gemeindepartnerschaft
- Krompachy, Slowakei.